# Prosoplus niasicus
Prosoplus niasicus là một loài bọ cánh cứng trong họ Cerambycidae.